# 니쿠라촌
니쿠라촌(新倉村)은 사이타마현 기타아다치군 (구 니쿠라군)에 존재했던 촌이다. 

## 지리
- 사이타마현 기타아다치 지역의 아라카와 강 우안에 위치한다.
- 현재의 와코시 북서쪽 반에 해당한다.

## 역사
- 1889년 4월 1일 - 정촌제 시행에 병행하여, 니쿠라군 니쿠라촌이 성립하였다.
- 1891년 6월 15일 - 마을 남서부의 나가누마, 구보하라 및 나가쿠보가 도쿄부 기타토시마군 오이즈미촌에 편입되었다.
- 1896년 3월 29일 - 니쿠라군이 기타아다치군에 편입됨에 따라 니쿠라촌의 관할권이 기타아다치군(北足立郡)이 되었다.
- 1934년 2월 1일 - 도조 철도(현 도부 도조선)에 이키역(현 와코시역)이 개업.
- 1934년 7월 12일 - 역명을 신쿠라역으로 변경.
- 1943년 4월 1일 - 시라코촌과 합병해 야마토정이 성립하여. 니쿠라촌은 소멸하였다.